# Felix Dörmann
Felix Dörmann (* 29. Mai 1870 in Wien, Österreich-Ungarn, als Felix Biedermann; † 26. Oktober 1928 ebenda) war ein österreichischer Schriftsteller, Librettist und Filmproduzent.

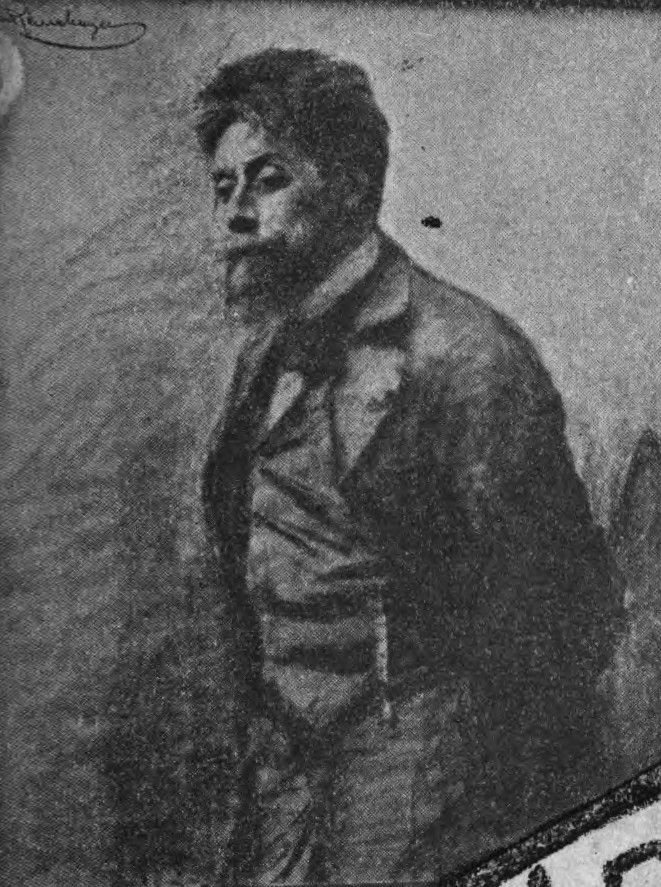
Felix Dörmann

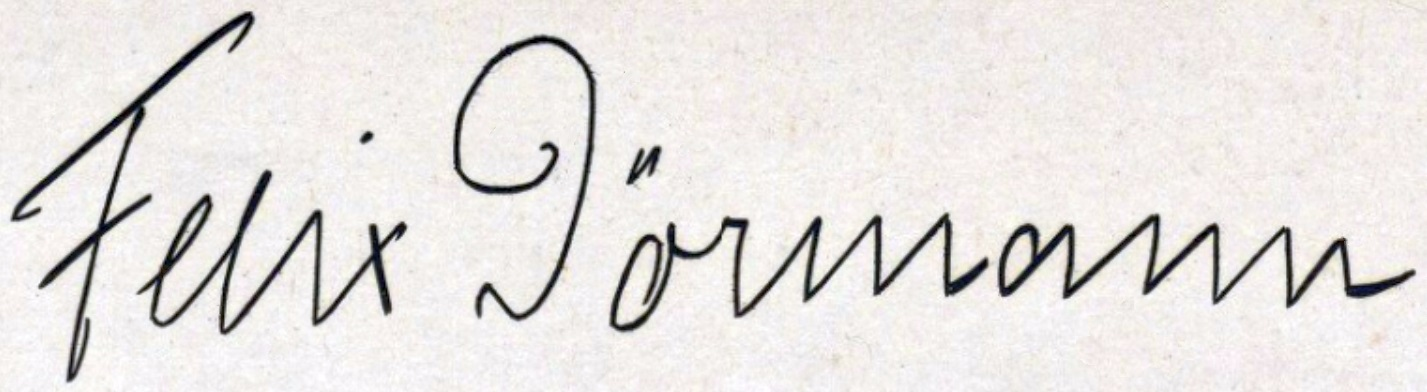
Dörmanns Unterschrift

## Leben
Dörmann war eine schillernde Persönlichkeit im kulturellen Leben Wiens um die Wende vom 19. zum 20. Jahrhundert. Er war als Schriftsteller und Operettenlibrettist tätig. Zwischen 1912 und 1914 versuchte er sich in verschiedenen Positionen auch beim noch jungen österreichischen Film. Über seine familiären Hintergründe ist wenig bekannt. Von 1900 bis 1904 war er mit der Schauspielerin Mareia / Maria Bubna-Littitz (1877–1924) verheiratet, von 1909 in zweiter Ehe mit Klara Schauer (* 1885).

### Als Schriftsteller und Librettist
Sein literarisches Schaffen war beeinflusst von Nikolaus Lenau und Hermann Bahr, zu dessen Tischgesellschaft er eine Zeit lang gehörte. Seine von Charles Baudelaire geprägte Lyrik wurde zunächst beschlagnahmt, später aber vor allem in Wien gern gelesen. Auch seine sog. 'kulinarisch-erotischen' Dramen fanden großen Anklang. Für den Dreiakter Der Herr von Abadessa erhielt er 1902 den Bauernfeld-Preis. Nach der Jahrhundertwende begann er als Operettenlibrettist zu arbeiten. Die bis heute noch aufgeführte Operette Ein Walzertraum mit Musik von Oscar Straus wurde zu seinem größten Erfolg. Später war er auch als Drehbuchautor tätig, schließlich sogar als Filmproduzent und -regisseur.
1925 veröffentlichte Dörmann seinen „Wiener Roman“ Jazz, eine spannende Betrachtung Wiens nach dem Zusammenbruch der österreichisch-ungarischen Monarchie. 1928 folgte der Roman Machen Sie mich zu Ihrer Geliebten!. Sein letzter Roman, Herbst in Europa, wurde erst 1937 postum veröffentlicht. Der Roman Jazz wurde 2012 neu herausgegeben und ist im Herbst 2023 in einer neuen Ausgabe, herausgegeben von Alexander Kluy, erschienen, die beiden anderen Romane sind bislang noch nicht wiederaufgelegt worden.

### Als Filmschaffender
1912 gründete Felix Dörmann zusammen mit dem Architekten Tropp die „Vindobona-Film“, für die er als Autor und Produzent tätig war. Tropp trat noch im selben Jahr aus der Gesellschaft aus, und das Unternehmen wurde in „Helios Film“ umbenannt. 1913 hieß die Gesellschaft dann „Austria Film“ und zuletzt im Jahr 1914 „Duca Film“. Bei Felix Dörmanns erster Filmgesellschaft begann unter anderem der Kameramann und spätere Regisseur und Produzent Eduard Hoesch seine Filmkarriere.
Das Aufnahmeatelier der Gesellschaft befand sich in der Kandlgasse 35 im siebenten Wiener Gemeindebezirk Neubau. Zu seinen ersten Produktionen gehörten Die Musikantenlene und Die Zirkusgräfin. In beiden Filmen spielte die beliebte österreichische Schauspielerin Eugenie „Jenny“ Bernay mit; in Die Zirkusgräfin trat Dörmann selbst als Graf Veckenhüller in Erscheinung. Da Dörmanns Produktionen nicht den erhofften Erfolg brachten, spekulierte er mit dem Bedürfnis der Besucher nach Nacktszenen. Es erschienen Filme wie Ein Tag im Leben einer schönen Frau, Die Göttin der Liebe und Seitensprung, die dadurch auffielen, dass die hauptdarstellenden Frauen häufig im Badezimmer, beim Strumpfwechsel und sogar beim Toilettenbesuch gezeigt wurden. Vor allem die Badeszenen waren Anlass für die Polizei, diese Filme zu zensieren. Die Filmgesellschaft beendete ihre Tätigkeit 1914, nicht zuletzt aufgrund des ausbleibenden Erfolges.
Im Jahr 1955 wurde in Wien-Donaustadt (22. Bezirk) die Dörmanngasse nach ihm benannt.

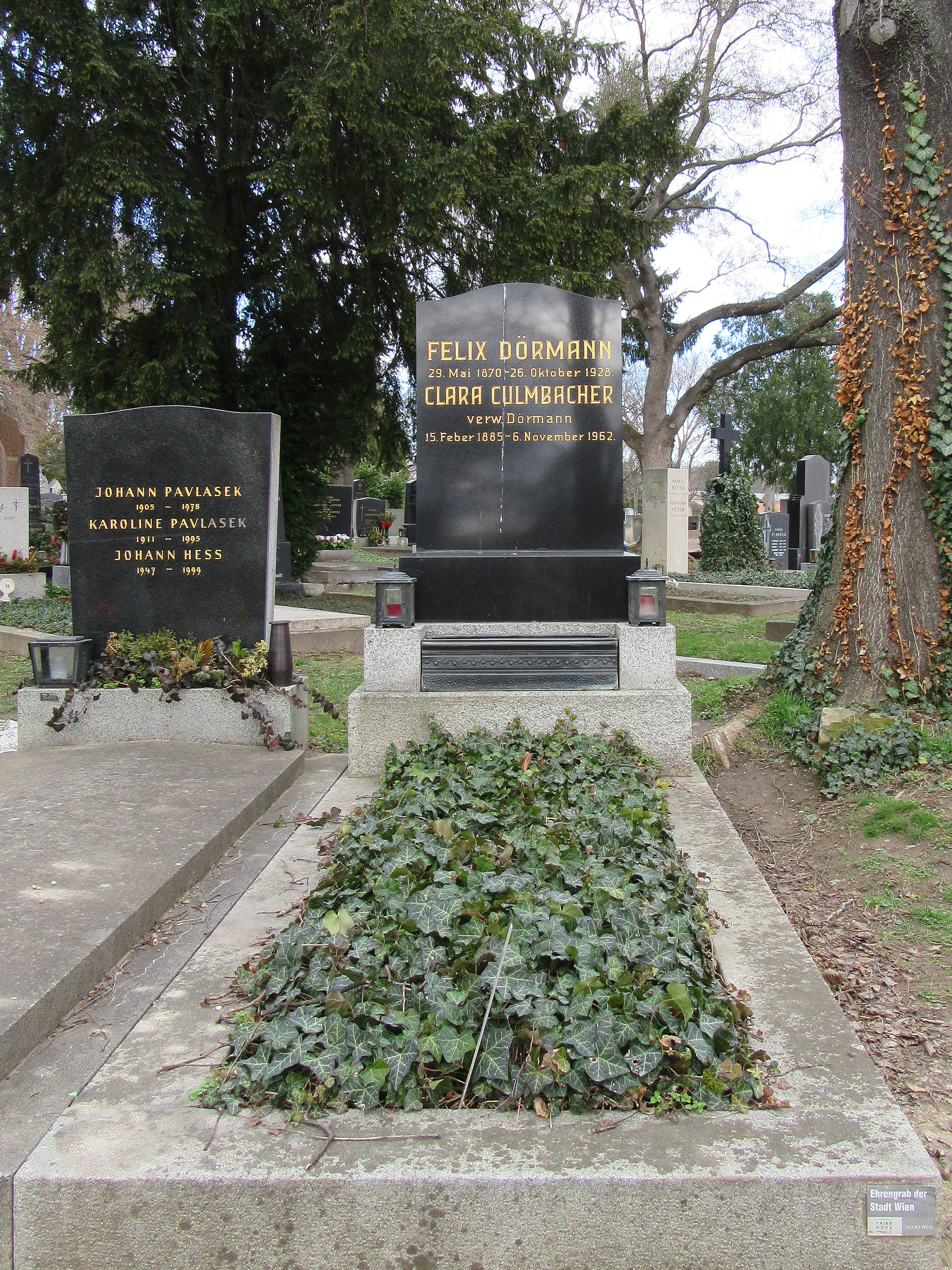
Grab von Felix Dörmann auf dem Wiener Zentralfriedhof

## Werke (Auswahl)
- Neurotica, Gedichte, Wien, 1891
- Sensationen, Gedichte, Wien, 1892
- Gelächter, Gedichte, Wien, 1896
- Ledige Leute, Theaterstück, Wien, 1897
- Zimmerherren, Theaterstück, Wien, 1900
- Warum der schöne Fritz verstimmt war, Theaterstück, Wien, 1900
- Der Herr von Abadessa Theaterstück, Wien, 1902
- Alle guten Dinge, Novellen, Wien, 1906
- Frühlingsopfer Theaterstück, Wien, 1919
- Die Frau Baronin! Theaterstück, Wien, 1919
- Jazz, Roman, Wien, 1925
- Sentimentale Novellen, Novellen, Wien, 1926
- Machen Sie mich zu Ihrer Geliebten!, Roman, Wien, 1928
- Herbst in Europa, Roman, Wien, 1937 (postum)

## Libretti (Auswahl)
- Bub oder Mädel? Operetten-Libretto, zusammen mit Adolf Altmann, Musik von Bruno Granichstaedten, Wien 1908
- Majestät Mimi Operetten-Libretto, zusammen mit Roda Roda, Musik von Bruno Granichstaedten, Wien 1911
- Hagith Opern-Libretto, Musik von Karol Szymanowski Wien 1912/1913
- Ein Walzertraum, Operetten-Libretto, zusammen mit Leopold Jacobsen, Musik von Oscar Straus, Wien 1907
- Der unsterbliche Lump, Operetten-Libretto, Musik von Edmund Eysler, Wien 1910
- Eriwan, Operetta-Libretto, Musik von Oskar Nedbal, Wien 1918

## Filme (Auswahl)
Als Regisseur und Produzent:
- Die Musikantenlene, Komödie, 1912, mit Eugenie Bernay
- Die tolle Teresina , Komödie, 1912, mit Mela Mars
- Die Zirkusgräfin, Komödie, 1912, mit Eugenie Bernay und Felix Dörmann selbst
- Ein Tag im Leben einer schönen Frau, 1914
- Die Göttin der Liebe, 1914
- Seitensprung, 1914
- Die Gouvernante, 1914 (nur Drehbuch)